# Daytona USA 2: Battle on the Edge
Daytona USA 2: Battle on Edge è un videogioco arcade di genere simulatore di guida, messo in commercio nel 1998 dalla SEGA.
Il gioco, facente parte della serie di giochi arcade Daytona USA, come il suo predecessore, si ispira alle gare del campionato NASCAR e richiede una tipologia di guida particolarmente aggressiva, caratteristica di questo tipo di competizioni. È particolarmente rinomato per la cura con la quale sono riprodotti i danni sulle autovetture, per la possibilità di scegliere tra varie visuali durante la gara, e per l'effetto surround fino ad all'ora inedito per i giochi realizzati per la piattaforma Sega Model 3.

## Modalità di gioco

### Tracciati
Il gioco si apre con la scelta di uno dei tre circuiti disponibili:
- Astro Waterfall Speedway, tracciato facile: triovale caratterizzato da curve sopraelevate; sebbene non riproduca nessun ovale esistente, (dovrebbe chiamarsi Forest dome, come si può leggere sul muro della seconda curva sopraelevata), sembrerebbe di ambientazione verosimile, fatta eccezione per il rettilineo di ritorno che appare immerso nella vegetazione. La gara prevede 8 giri; la partenza è lanciata.
- Joyopolis 2020 Amusement Park, tracciato medio: appare come il più inverosimile dei tracciati presenti nel gioco (sembrerebbe ambientato in un parco a tema); lo si nota dalla griglia di partenza, sovrastata da un mastodontico veliero basculante, dal fatto che dalla sommità della galleria principale compaia un aracnide di dimensioni spropositate e dal fatto che si passi da ambientazioni desertiche a paesaggi innevati durante la percorrenza del circuito. La gara prevede 4 giri; la partenza è da fermo.
- Virtua City tracciato difficile: presenta un'ambientazione cittadina ed è caratterizzato dalla presenza di curve di 90° ricavate dagli incroci urbani e di difficile interpretazione oltre che da curve a raggio limitato e che richiedono staccate precise: una di queste, chiamata Hairpin curve  (come si può leggere su un cartello che preannuncia la curva) è il tornante più difficile del gioco. La gara prevede 2 giri; la partenza è da fermo.

Tenendo premuto il tasto START sulla pulsantiera durante la selezione del tracciato, i tracciati selezionabili saranno percorribili in senso antiorario. Tenendo premuto il tasto START durante la selezione della trasmissione, la partita viene effettuata senza avversari.
Tutti i circuiti, assieme a quelli di Scud Race, sono inclusi come bonus sbloccabile nell'edizione Xbox del gioco OutRun 2.

### Auto
La seconda schermata del gioco propone la scelta dell'automobile con la quale affrontare la gara.
Tutte le auto si rifanno alle vetture che prendono parte al campionato NASCAR ed in particolare a quelle della stagione 1998.
Come per i circuiti, anche la scelta dell'autovettura si può effettuare disponendo di un parco macchine di tre modelli, apparentemente diversi solo per le colorazioni delle livree, anche se profondamente diversi per prestazioni. Per ogni macchina si può scegliere se adottare la trasmissione automatica o quella manuale.
le auto disponibili sono:
- Easy per principianti: questa vettura presenta un comportamento più docile rispetto agli altri modelli e non richiede una guida precisa o molto impegnativa anche se è caratterizzata da prestazioni poco elevate. Deriva da una Chevrolet Monte-Carlo ed è sponsorizzata dalla Chum's Gum.
- Normal auto per giocatori avanzati: Alla guida sembrerebbe la vettura più equilibrata del gioco, questa vettura infatti dispone di buone doti di guidabilità e di velocità. Deriva da una Pontiac Grand Prix ed è sponsorizzata dalla Scorpio Plasma.
- Hard auto per giocatori esperti: la vettura più prestazionale e dalla guida più impegnativa presente nel gioco, spesso, per la buona riuscita di una curva richiede l'uso della tecnica del derapage. Deriva da una Ford Thunderbird ed è sponsorizzata dalla Phantom Full Force

## Colonna sonora
La colonna sonora è stata composta dal chitarrista e dal batterista del gruppo musicale degli anni 1980 Winger. La voce nelle canzoni è di Dennis St. James nell'edizione occidentale e di Takenobu Mitsuyoshi in quella giapponese.

## Power Edition
Daytona USA 2 è stato prodotto anche nella versione Power Edition, dove è possibile selezionare un quarto tracciato che ha come conformazione l'unione dei tre tracciati originali oltre che una vettura extra simile ad una Chevrolet Lumina, sponsorizzata dalla Hornet Classic, che ricorda l'unica vettura disponibile nel primo episodio della serie Daytona USA. In questa versione, le canzoni sono cantate (in inglese) da Takenobu Mitsuyoshi, ma è possibile passare a Dennis St. James dalle impostazioni di sistema. Le auto avversarie sono inoltre più aggressive e hanno modificato una parte del circuito Advanced ritenuta troppo difficile nella versione originale..